# Houston Ship Channel
Lo Houston Ship Channel, aperto nel 1919, è parte del porto di Houston e uno dei più affollati porti degli Stati Uniti. Esso è lungo 80 km e che collega la terraferma alla Baia di Galveston. Sulle sue rive vi è un'ampia zona industriale.